# 2018년 동계 올림픽 스키점프 여자 개인 노멀힐
2018년 동계 올림픽 스키 점프 여자 개인 노멀힐 종목은 평창군 알펜시아 스키점프 경기장에서 진행되며, 예선 없이 2018년 2월 12일 결선을 치른다.

## 결과

### 결선
결선 경기는 한국 시간으로 2월 12일 오후 9시 50분부터 11시 20분까지 진행된다.

## 범례
|  | 세계 신기록                  |  |                   | 아프리카 신기록 |                      | Q | 예선 통과 |
|  | 올림픽 신기록                |  | 북아메리카 신기록 | DNS             | 경기를 시작하지 않음 |   |           |
|  |                              |  | 아시아 신기록     | DNF             | 경기를 마치지 않음   |   |           |
|  | 국가 신기록                  |  | 유럽 신기록       | DSQ             | 실격                 |   |           |
|  | 개인 최고 기록 (개인 신기록) |  | 오세아니아 신기록 | WD              | 기권                 |   |           |
|  | 시즌 최고 기록 (시즌 신기록) |  | 남아메리카 신기록 | NM              | 기록 없음            |   |           |